# 奇科尼奥
奇科尼奥（意大利语：Ciconio），是意大利北部皮埃蒙特大区都灵省的一个市镇。总面积3.2平方公里，总人口365，人口密度114.1人/平方公里（2010年12月31日）。